# Pachycormus discolor
Pachycormus discolor är en sumakväxtart som först beskrevs av George Bentham, och fick sitt nu gällande namn av Frederick Vernon Coville. Pachycormus discolor ingår i släktet Pachycormus och familjen sumakväxter. Inga underarter finns listade i Catalogue of Life.